# Ariyappampalayam
Ariyappampalayam là một thị xã panchayat của quận Erode thuộc bang Tamil Nadu, Ấn Độ.

## Nhân khẩu
Theo điều tra dân số năm 2001 của Ấn Độ, Ariyappampalayam có dân số 12.274 người. Phái nam chiếm 50% tổng số dân và phái nữ chiếm 50%. Ariyappampalayam có tỷ lệ 54% biết đọc biết viết, thấp hơn tỷ lệ trung bình toàn quốc là 59,5%: tỷ lệ cho phái nam là 64%, và tỷ lệ cho phái nữ là 45%. Tại Ariyappampalayam, 11% dân số nhỏ hơn 6 tuổi.